# Banco Plaza
El Banco Plaza es un banco venezolano de capital privado con sede principal en la ciudad de Caracas, en la Avenida Casanova del distrito financiero de Sabana Grande. Este banco es el 16º banco más grande del país ubicándose dentro del Estrato Pequeño del ranking bancario, según SUDEBAN en el año 2018. Al cierre de 2017, Banco Plaza, Banco Universal logró ser reconocido con el premio “Banco Privado de mayor crecimiento Privado de Venezuela 2017”, según la más reciente publicación de la prestigiosa firma “Global Banking & Finance”. Al cierre de 2017, Banco Plaza logró ser reconocido con el premio “Banco Privado de mayor crecimiento Privado de Venezuela 2017”, según la firma “Global Banking & Finance”.

## Historia
Fue fundado el 9 de marzo de 1989 por iniciativa de un grupo de portugueses radicados en Venezuela desde las décadas de los cuarenta y cincuenta. entre ellos, Agostinho De Sousa Macedo, su expresidente. Inician operaciones comerciales ese mismo año el 21 de diciembre. En 1999 gracias al crecimiento de la institución se trasladan a su actual sede la Torre Banco Plaza que es el 15º rascacielos más alto del país. Para mediados de 2007 contaba con unas 30 agencias a nivel nacional.[cita requerida]

## Global Rating

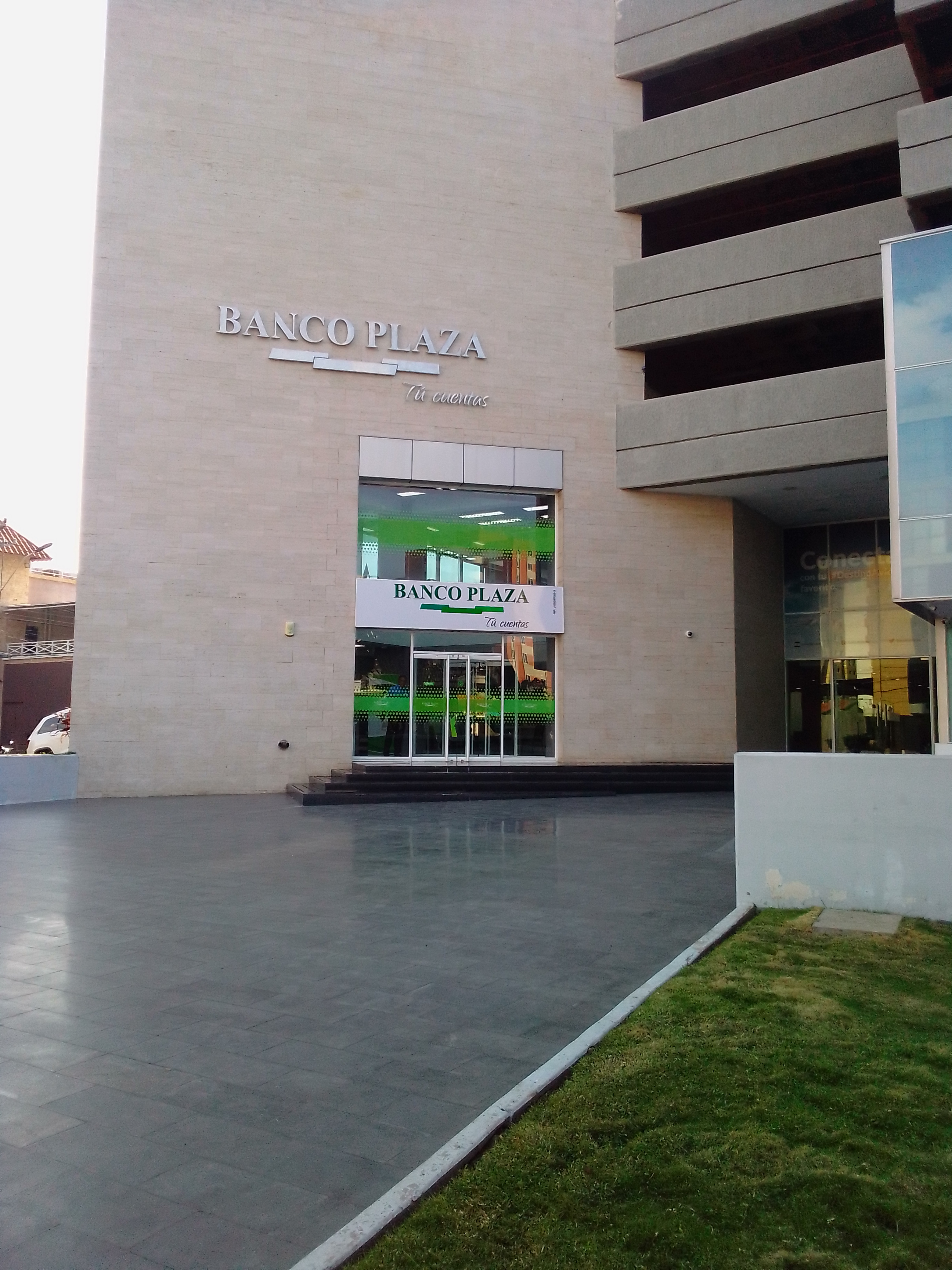
Sede del banco en Lechería

Actualmente, el Banco Plaza es uno de los ocho bancos privados más importantes de Venezuela, según el portal Banca y Negocios. Al cierre de febrero de 2018, Banco Plaza, registró una expansión mensual en la cartera de créditos de 74,8%. El banco se ha seguido expandiendo en Venezuela. En el año 2018, Banco Plaza recibió por tercer año consecutivo una calificación de riesgo A, otorgada por la firma Global Rating. Se ha observado una disminución en el índice de morosidad.